# Municipio de York (condado de Dearborn)
El municipio de York (en inglés: York Township) es un municipio ubicado en el condado de Dearborn en el estado estadounidense de Indiana. En el año 2010 tenía una población de 1221 habitantes y una densidad poblacional de 25,36 personas por km².

## Geografía
Según la Oficina del Censo de los Estados Unidos, tiene una superficie total de 48.15 km², de la cual 48,15 km² corresponden a tierra firme y (0 %) 0 km² es agua.

## Demografía
Según el censo de 2010, había 1221 personas residiendo en el municipio de York. La densidad de población era de 25,36 hab./km². De los 1221 habitantes, el municipio de York estaba compuesto por el 99,18 % blancos, el 0,25 % eran amerindios, el 0,25 % eran asiáticos, el 0,08 % eran de otras razas y el 0,25 % eran de una mezcla de razas. Del total de la población el 0,33 % eran hispanos o latinos de cualquier raza.